# سلطان‌نشین مسقط و عمان
سلطان‌نشین مسقط و عمان (عربی: سلطنة مسقط وعمان، آوانگاری: Salṭanat Masqaṭ wa-‘Umān) یا دولت مسقط و عمان (به عربی: دولة مسقط وعمان، آوانگاری: Dawlat Masqaṭ wa-‘Umān) کشوری بود که شامل کشورهای امروزی عمان و بخش‌هایی از امارات متحده عربی می‌شد. این کشور قانوناً مستقل بود ولی بالفعل تحت‌الحمایه بریتانیا بوده. این حکومت را نمی‌بایست با امارات عمان، شیخ‌نشینی که آن هم از ۱۸۲۰ تحت‌الحمایه بریتانیا بود اشتباه گرفت.